# Tanya Dubnicoff
Tanya Dubnicoff (Winnipeg, 7 november 1969) is een wielrenner uit Canada.
In 1994 en 1998 nam Dubnicoff deel aan de Gemenebestspelen, waar ze beide keren een gouden medaille behaalde.
Dubnicoff nam driemaal deel aan de Olympische Zomerspelen. In 1992 op de Olympische Zomerspelen van Barcelona, in 1996 op de Olympische Zomerspelen van Atlanta en in 2000 op de Olympische Zomerspelen van Sydney reed ze op het onderdeel baansprint. In 2000 reed Dubnicoff ook de 500 meter tijdrit.
Op de Wereldkampioenschappen baanwielrennen 1993 werd Dubnicoff wereldkampioene baansprint.
In 2002 werd Dubnicoff geplaatst in de Manitoba Hall of Fame.